# Reduktosol
Beim Reduktosol (früher auch Methanosol genannt) handelt es sich ähnlich wie bei einem Gley um einen Boden mit redoximorphen Bodeneigenschaften. Während bei Gleyen hierfür ein Wasserüberschuss im Boden verantwortlich gemacht wird, sind es beim Reduktosol sog. Reduktgase (Methan, Kohlendioxid, Schwefelwasserstoff) die den Bodensauerstoff verdrängen.

## Genese
Da Reduktgase zur Bildung eines Reduktosols benötigt werden, findet man diesen Boden vor allem an Gasleitung mit Leckagen, in der Umgebung von Mülldeponien (da in diesen Prozesse ablaufen, bei denen v. a. Methan und Kohlendioxid entstehen können) oder unter der Einwirkung postvulkanischer Mofetten. Atmosphärischer Sauerstoff wird anhand Methan- und Kohlendioxidbildung am Eintritt in den Boden gehindert. Durch diese Reduktgase werden Eisenoxide und Sulfate reduziert und bewirken so eine Schwarzfärbung durch Metallsulfide. Da mikrobielle Umsetzungen anaerob ablaufen müssen, entstehen beispielsweise blaugrüne Fe(II)/Fe(III)-Mischoxide. Weiterhin wird durch entstehende Schwefelsäure der Boden weiter versauert. Reduzierende Verhältnisse können selbst dann entstehen, wenn wiederholte Kontamination durch Flüssigkeiten stattfindet, solange diese leicht abbaubare organische Substanzen beinhalten (z. B. Abwasser, Gülle, Kraftstoffe etc.).

## Morphologie
Neben oder auf Mülldeponien weisen Böden durch Metallsulfide schwarz gefärbte Unterböden auf, während Ferrihydrit für eine rotbraune Farbe im Oberboden verantwortlich ist (v. a. entlang von Wurzelröhren).

## Klassifikation
Ein Reduktosol besitzt als diagnostischen Horizont sog. Y-Horizonte. Ein Yr-Horizont besitzt graue bzw. graugrün bis blaugraue Reduktionsfarben, O2-freie, CH4- und/oder CO2-reiche Bodenluft sowie rH-Werte ≤ 19 (der rH-Wert wird als Maß für die jeweils vorliegenden Redoxbedingungen verwendet und ist als negativer dekadischer Logarithmus der Wasserstoff-Partialdrucks definiert). Diesem Horizont liegt meist der Yo-Horizont auf. Hierbei handelt es sich um einen durch Fe-Oxide rotbraun gefärbten
(vor allem entlang von Wurzelröhren und an Aggregatoberflächen) Y-Horizont, mit zumindest teilweise erhöhten Methan- und/oder Kohlendioxid-Gehalten der Bodenluft. Hier werden analog rH-Werte von ≤ 19 angegeben.
Daneben wird auch noch ein Yg-Horizont vorgeschlagen welcher sich durch Rostflecke (v. a. im Aggregatinneren) und teilweise gebleichten Aggregatflächen
sowie teilweise niedrigem Redoxpotential (analog zum Yo-Horizont) auszeichnet.
In der internationalen Bodenklassifikation World Reference Base for Soil Resources (WRB) gehören die Reduktosole meist zu den Reductic Gleysols.

## Ökologie
Durch die Sauerstoffarmut im Unterboden werden Tiefwurzler geschädigt und sterben
ab, während Flachwurzler normal wachsen können. Daneben kann auch ein hoher Mn-Gehalt das Pflanzenwachstum schädigen. Zudem sind in dystrophen Reduktosolen toxische Al-Konzentrationen in der Bodenlösung zu erwarten. Hingegen kann sich aufgrund der Aktivität von Mikroorganismen und der dadurch entstehenden Wärme im Boden die Vegetationsperiode verlängern.